# تل زعرب
تل زعرب أو تل رفح الأثري يقع في غزة وتحديداً في منطقة رفح الحدودية، يحوي الموقع على أكثر من آثار تعود لخمس حضارات قديمة: الفرعونية، الرومانية، اليونانية، البيزنطية، والإسلامية.

## الحي
أطلق الاسم على الحيّ لنسبة لعائلة زعرب كبرى العائلات الموجودة في رفح، التي تسكن بجانب الموقع الأثري. وهي تسمية شعبية. يقع على الحي على مساحة 150 دونما، وهو حي مطلّ على شاطئ البحر. على الرغم من أهمية الحيّ التاريخية إلا أنه لم تكن هناك أي عمليات تنقيب جدية حول هذا الحي، وعانى هذا الموقع من عمليات نبش غير قانونية، منذ عام 1956 حتى عام 2005 تعرّض الموقع لانتهاكات ونبش غير قانوني من قبل الاحتلال الإسرائيلي.

## السياحة والآثار
تشير الاكتشافات الأثرية إلى آثار تعود للعصر الروماني والبيزنطي هناك آثار لكنيسة مهمة من العصر الروماني والأعمدة والتيجان تشير إلى ذلك، وكذلك تمّ العثور على 1300 عملة نقدية محفور عليها آلهة أثينا تعود للفترات يونانية قديمة وكذلك عملات رومانية وبيزنطية. كما أنه تم اكتشاف الكثير من القطع الفخارية. وهناك العديد من الأسوار والأقواس التي تعود للقرن 320ق.